# Bukowina (powiat sieradzki)
Bukowina – wieś w Polsce, położona w województwie łódzkim, w powiecie sieradzkim, w gminie Błaszki.
Według Słownika geograficznego Królestwa Polskiego i innych krajów słowiańskich z roku 1900, Tom XV cz.1 strona 272: wieś i folwark powiat kaliski, gmina i parafia Błaszki, ma 28 domów, 342 mieszkańców. W roku 1496 wieś Bukowina w parafii Błaszki ma 12 łanów kmiecych.
W latach 1975–1998 miejscowość położona była w województwie sieradzkim.